# Eurotrash
Eurotrash est une ancienne émission de télévision britannique, diffusée sur Channel 4, coanimée par Jean-Paul Gaultier et Antoine de Caunes et produite par Tim Newman, Alex Berger et Antoine de Caunes (société NBdC).

## Contenu
L'émission est diffusée entre 1993 et 2016.